# 猿ヶ馬場山 (岐阜県)
猿ヶ馬場山（さるがばんばやま）は、岐阜県大野郡白川村の白川郷の東側に位置する飛騨高地最高峰の標高1,875 mの山。

## 概要
前衛峰の帰雲山は、1585年（天正13年）11月29日に発生した天正大地震により山崩れを起こし、庄川沿いの山麓にあった帰雲城が一夜で埋め尽くされ多くの被害が出た。1998年（平成10年）4月1日に、周辺の天生湿原を含む山域は岐阜県により天生県立自然公園に指定された。日本三百名山及びぎふ百山 のひとつである。

## 山名の由来
山名の由来は、山頂がなだらかで広く猿の遊び場にふさわしいためであるとする説がある。天生峠周辺に生息するニホンザルの大群にまつわる伝説の舞台になったためであるとする説もある。

## 登山道
豪雪地帯にあるため、春先山頂には多くの残雪があり春山登山の対象となっている。残雪期の雪上のなだらかな広い山頂からは、北アルプス、御嶽山及び白山などの360度の好展望を得ることができる。白川郷の萩町集落の明善寺の横から近年開設された唯一の登山ルートがある。山頂付近の登山道は明確でない。このため春先の残雪を利用して山スキーやスノーシューで登られることがある。宮谷の上流部には林道があり、その先の宮谷源流部にはワサビ田がある。稜線に合流した先のピークが、電波施設のある帰雲山がある。この下部は、ブナやダケカンバなどの広葉樹林帯である。東側に延びる曲がりくねった稜線に沿った尾根の先に平らな山頂があり、オオシラビソなどの針葉樹林に覆われている。

## 地理

### 周辺の山

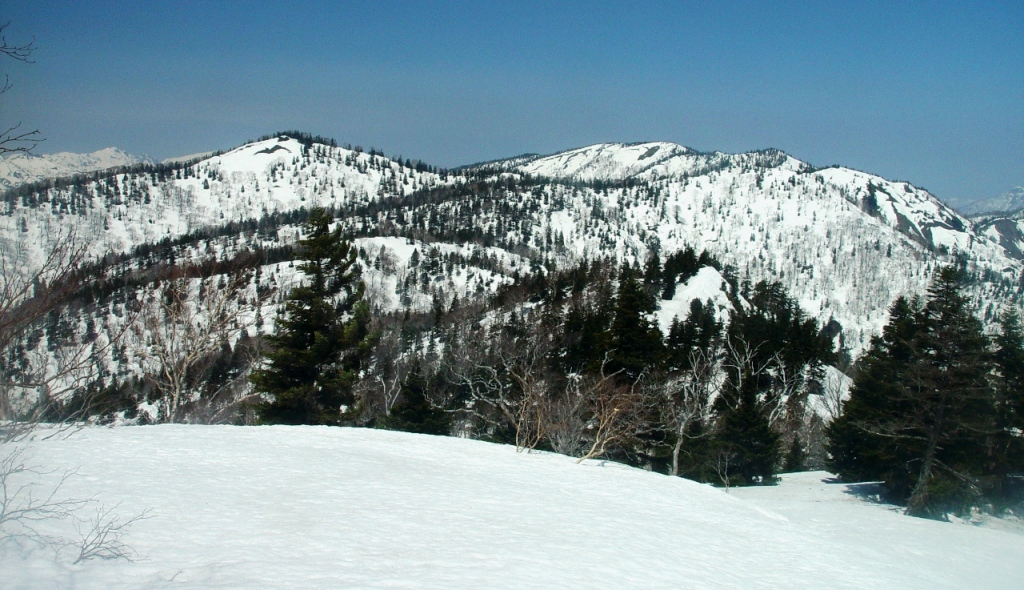
御前岳から望む猿ヶ馬場山、山の上部はオオシラビソなどの針葉樹林に覆われている

山頂手前から見た大笠山と白川郷

猿ヶ馬場山からの白山

猿ヶ馬場山からの笈ヶ岳と大笠山

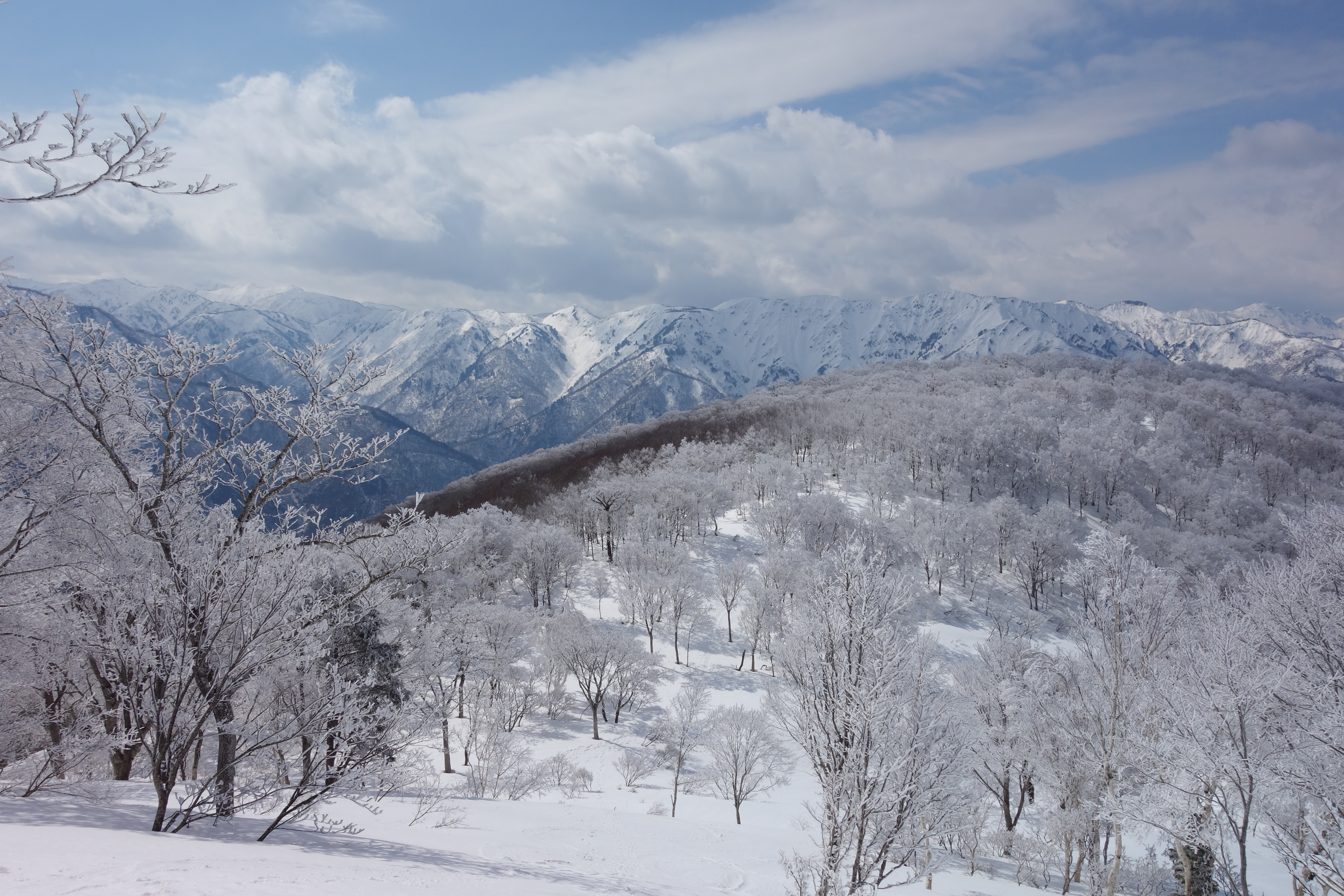
帰雲山から見た白山・野谷荘司山

飛騨高地の最高峰であり、三等三角点（点名が「猿ケ馬場」、標高1,827.42 m）が山頂の0.7 km西北西にある。西側には、前衛峰の帰雲山がある。西側には庄川を挟んで、両白山地が対峙している。
| 山容 | 山名       | 標高 (m) | 三角点等級 基準点名 | 猿ヶ馬場山からの 方角と距離(km) | 備考                          |
| ---- | ---------- | -------- | ------------------- | ------------------------------- | ----------------------------- |
|      | 人形山     | 1,726    |                     | 北 13.6                         | 日本三百名山                  |
|      | 三方岩岳   | 1,736    |                     | 西北西 9.5                      | 日本三百名山                  |
|      | 籾糠山     | 1,744.34 | 三等 「籾糠山」     | 北東 1.3                        | 天生湿原                      |
|      | 猿ヶ馬場山 | 1,875    | （三等） 1,827.42m  | 0                               | 飛騨高地の最高峰 日本三百名山 |
|      | 帰雲山     | 1,622    |                     | 西南西 1.9                      | 天正大地震による山崩れ        |
|      | 御前岳     | 1,816.48 | 一等 「御前岳」     | 南南東 3.5                      | 一等三角点百名山              |
|      | 白山       | 2,702.17 | 一等 「白山」       | 西南西 17.3                     | 両白山地の最高峰 日本百名山   |

### 源流の河川
以下の主な源流の河川は、日本海側の富山湾へ流れる。
- 宮谷・なお谷 - 庄川の支流、山頂の西北西5.1 kmには関西電力の鳩谷ダムがある[11]。
- 栗ヶ谷川 - 宮川の支流、山頂の東北東7.8 kmには関西電力の下小鳥ダムがある[11]。

### 交通・アクセス
北側に大野郡白川村と飛騨市河合町を結ぶ国道360号が通り、北側の山腹を東海北陸自動車道の飛驒トンネルが貫いている。北西の山腹には宮谷林道などが敷設されている。
- JR東海高山本線の猪谷駅の西南西17.4 kmに位置する。
- 東海北陸自動車道の白川郷インターチェンジの南東5.3 kmに位置する。